# リヴェッロ
リヴェッロ（イタリア語: Rivello）は、イタリア共和国バジリカータ州ポテンツァ県にある、人口約2,700人の基礎自治体（コムーネ）。

## 地理

### 位置・広がり

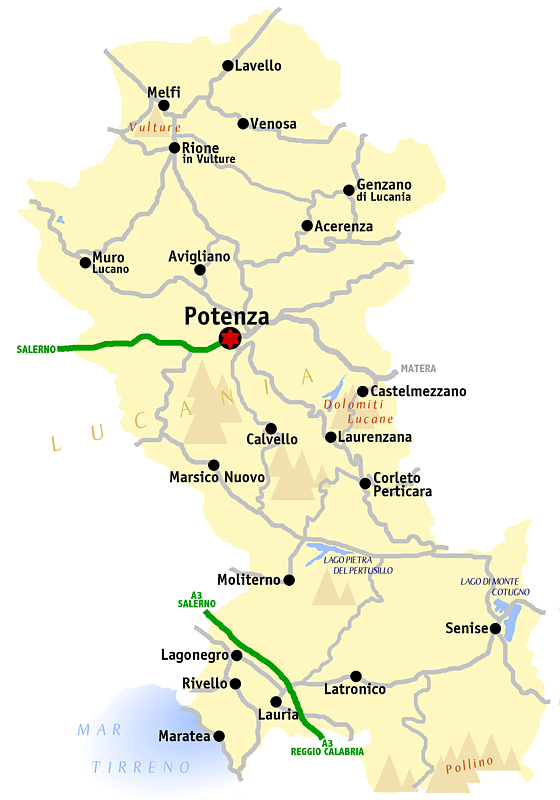
ポテンツァ県概略図

#### 隣接コムーネ
隣接するコムーネは以下の通り。括弧内のSAはサレルノ県（カンパニア州）所属を示す。
- カザレット・スパルターノ (SA)
- ラゴネグロ
- マラテーア
- ネーモリ
- サプリ (SA)
- トルトレッラ (SA)
- トレッキナ

## 行政

### 分離集落
リヴェッロには以下の分離集落（フラツィオーネ）がある。
- Cammartino, Fiumicello, Mascalcia, Medichetta, Molingiuolo, Rotale, San Costantino, Sorba, Vignale Santa Margherita